# Ulica Ługańska we Lwowie
Ulica Ługańska (ukr. Ву́лиця Лу́ганська) – ulica we Lwowie, w dzielnicy Persenkówka, w rejonie sichowskim. Biegnie od ulicy Stryjskiej do ulicy Zielonej, równolegle do linii kolejowej Lwów-Czerniowce. Posiada znaczenie ponadlokalne.

## Przebieg
Rozpoczyna się rondem z ulicą Zieloną, w połowie jej długości znajduje się węzeł drogowy na przecięciu z Aleją Czerwonej Kaliny, ulica Ługańska kończy się dwupoziomowym skrzyżowaniem z ulicą Stryjską, przedłużenie na wschód to ulica Pasieczna. 20 września 2013 rada miasta podjęła uchwałę o budowie przedłużenia ulicy w kierunku zachodnim, przez Skniłówek do ulicy Gródeckiej.

## Zabudowa
Przy ulicy Ługańskiej 2, przy rondzie tworzonym z ulicą Zieloną znajduje się dworzec autobusowy numer 5. W latach 1970–1991 znajdowała się tu również pętla linii trolejbusowej nr. 8 oznaczana jako „ul. Ługańska”. Od 2013 kursują tu linie marszrutek 13, 35, 42.
Ulica Ługańska posiada zabudowę tylko po północnej, parzystej stronie. Tworzą ją magazyny, hurtownie i zabudowa przemysłowa, u zbiegu z ulicą Kozielnicką znajduje się elektrownia miejska. Po stronie południowej biegnie linia kolejowa ze stacją Persenkówka.